# Fokker D.III
Fokker D.III byl německý jednomístný, jednomotorový, dvouplošný stíhací letoun z období první světové války.

## Vznik
V roce 1916 vyvinul konstruktér Martin Kreutzer pro Fokkera dvoupříhradové dvouplošníky D.II (M-17Z) a D.I (M18Z), které se vyráběly sériově. Z těchto dvou strojů pak vznikl prototyp M-19, který se vyznačoval mnohem lepšími výkony než D.I a D.II a po zkouškách pevnosti dostal označení D.III.
Ještě před úředními zkouškami v Adlershofu byl jeden letoun s označením 352/16 dne 1. září 1916 předán v té době nejúspěšnějšímu německému stíhacímu pilotovi Oswaldu Boelckemu. Ten s ním 2. září 1916 zaznamenal svůj dvacátý sestřel. Zjistil však, že letoun není rychlejší než britský Sopwith 1½ Strutter a že je podstatně pomalejší než francouzský Nieuport 17C.1 a tak ho vyměnil za výkonnější Albatros D.I.

## Popis konstrukce

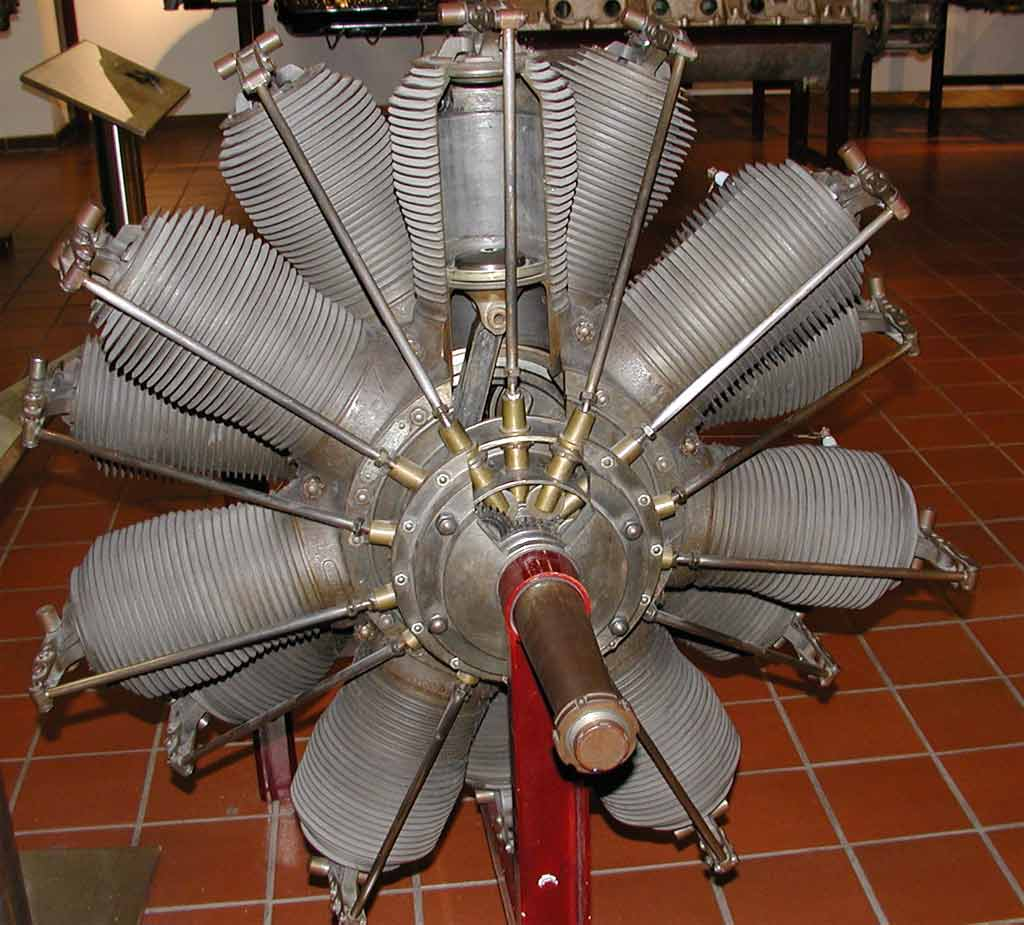
Oberursel U.III

Kostra trupu a ocasních ploch, které byly plovoucí, bez kýlovky a stabilizátoru, byla z ocelových trubek, stejně tak jako vzpěry mezi křídly a podvozkové nohy. Kostra křídel byla dřevěná, nosná část profilu byla pak potažena překližkou. Ostatní plochy byl potaženy plátnem kromě podkovovitého, dole otevřeného krytu motoru a krytu trupu za motorem, které byly z hliníkového plechu. První série letadel s označením M-19F neměla křidélka, ale pouze kroucení konců křídel. Pozdější letadla s označením M-19K již křidélka dostala.
Letoun byl poháněn dvouhvězdicovým rotačním motorem Oberursel U.III o výkonu 118 kW (160 k). Vrtule byla dvoulistá, dřevěná.
Výzbroj tvořily dva kulomety Spandau LMG 08/15 ráže 7,92 mm.

## Využití
Stroje obdrželo německé letectvo od září 1916 až do jara 1917. Celkově bylo dodáno 159 letadel. Krátce na nich létala i letecká esa jako Manfred von Richthofen a Ernst Udet. Avšak vzhledem k nespolehlivosti motoru U-III a také na Boelckovo doporučení byly postupně nahrazeny Albatrosy D.I, D.II. a D.III. Fokkery D.III byly přeřazeny ke stíhacím jednotkám domobrany, kde sloužily až do podzimu 1917. Některé letouny sloužily jako cvičné. Deset letounů zakoupilo Holandské letectvo a pár strojů bylo dodáno Rakousku-Uhersku.
Boelckův Fokker D.III byl vystaven v berlínském Zeughausu, avšak v roce 1943 byl zničen spojeneckým bombardováním.

## Specifikace

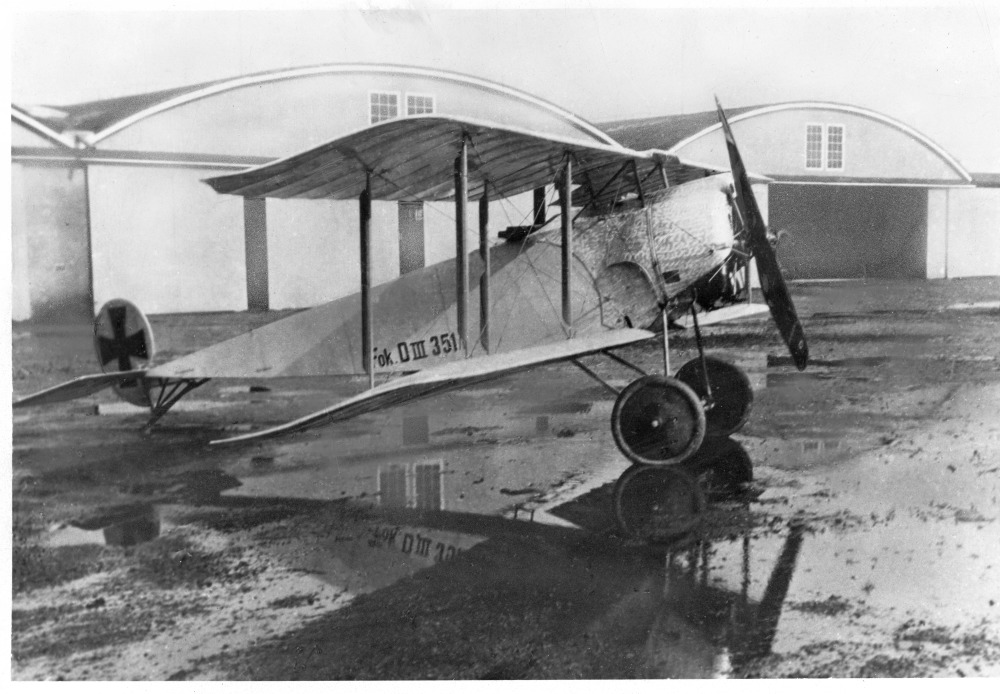
Fokker D.III

Údaje dle

### Technické údaje
- Osádka:
- Rozpětí: 9,05 m,
- Délka: 6,30 m
- Výška: 2,25 m
- Nosná plocha: 20,00 m²
- Hmotnost prázdného letounu: 452 kg
- Vzletová hmotnost: 710 kg
- Pohonná jednotka:

### Výkony
- Maximální rychlost: 160 km/h
- Výstup:
  - do 1000 m: 3 min
  - do 4000 m: 20 min
- Vytrvalost: 1,5 hod.
- Dostup: 4725 m

### Výzbroj
- 2 × synchronizovaný kulomet Spandau LMG 08/15 ráže 7,92 mm.